# Taja Kramberger
Pour les articles homonymes, voir Kramberger.
Taja Kramberger, née le 11 septembre 1970 à Ljubljana, est une poétesse, essayiste, traductrice, historienne et anthropologue slovène.